# Albert Neubert
Albert Neubert (* 2. Januar 1862 in Halle (Saale); † 18. März 1947 ebenda) war ein deutscher Buch- und Kunsthändler sowie Verleger. Er war mehrere Jahre Vorsitzender der Vereinigung Hallischer Buchhändler.

## Leben und Wirken
Er war der Sohn des Bäckermeisters Ernst Friedrich August Neubert.
Neubert übernahm durch Kauf sein erstes Geschäft im September 1890 in der Stadt Halle (Saale). Es handelte sich dabei um Max Koestler’s Buch- und Musikalienhandlung in der damaligen Poststraße 9. 1899 änderte er den Namen in Buch- und Musikalienhandlung Albert Neubert.
1906 kaufte er zusätzlich die Pfeffersche Buchhandlung in Halle hinzu. Als Verleger gab er ab 1900 Neuberts Jahrbuch der Braunkohlenindustrie heraus. Nach dem Ersten Weltkrieg, in dem er u. a. in millionenfacher Auflage Neberts Frontkarten herausgab, gründete er zusätzlich auch eine Kunsthandlung. In der dortigen Galerie gestaltete er auch Vortragsabende.
1924 eröffnete er in Neu-Rössen, dem späteren Leuna, eine Filiale. In dieser Buch- und Papierhandlung gab es auch frühe Ansichtspostkarten von Leuna heraus, die heute im Landesarchiv Sachsen-Anhalt in Merseburg archiviert sind.
Sein Grab befindet sich noch heute auf dem Stadtgottesacker in Halle.